# Pluralismo (religión)
En teología, a veces se conoce como pluralismo a la posición de que todas las religiones son caminos útiles para llegar a Dios o a la salvación. En general los movimientos orientalistas expandidos en Occidente mantienen esta posición (como los partidarios de Sai Baba o los miembros del movimiento Hare Krishna, aunque estos últimos son pluralistas débiles, es decir, afirman que su propia versión de la religión es un camino más rápido o efectivo).
Por otro lado, históricamente algunas doctrinas fundamentalistas han considerado que el pluralismo es una relativización de las propias creencias por lo que han estructurado de tal forma su manera de presentar la Fe, que puede malinterpretarse como antipluralismo.
Virtualmente todas las denominaciones cristianas sostienen una teología manifiestamente no-pluralista. Varían, generalmente, entre el "exclusivismo" (solo los cristianos verdaderos se salvan) y un "inclusivismo" (la salvación le pertenece a los cristianos pero los demás pueden salvarse a través de Cristo). Ejemplo claro de esto es la Iglesia Católica que, a pesar de sostener el dogma "fuera de la Iglesia no hay salvación" (extra ecclesiam, nulla salus), lo ha entendido de formas diversas a lo largo de la historia hasta tomar su forma definitiva en el Concilio Vaticano II con la declaración dogmática (es decir irrevocable) de la Iglesia, titulada Lumen Gentium:
"Basado en la sagrada Escritura y en la Tradición, [el santo Sínodo] enseña que esta Iglesia peregrina es necesaria para la salvación. Cristo, en efecto, es el único Mediador y camino de salvación que se nos hace presente en su Cuerpo, en la Iglesia. Él, al inculcar con palabras, bien explícitas, la necesidad de la fe y del bautismo, confirmó al mismo tiempo la necesidad de la Iglesia, en la que entran los hombres por el Bautismo como por una puerta. Por eso, no podrían salvarse los que sabiendo que Dios fundó, por medio de Jesucristo, la Iglesia católica como necesaria para la salvación, sin embargo, no hubiesen querido entrar o perseverar en ella"
A pesar de la declaración anterior, el mismo documento nos informa que "los que sin culpa suya no conocen el Evangelio de Cristo y su Iglesia, pero buscan a Dios con sincero corazón e intentan en su vida, con la ayuda de la gracia, hacer la voluntad de Dios, conocida a través de lo que les dice su conciencia, pueden conseguir la salvación eterna".